# Deidamia II de l'Epir
Deidamia (en grec antic: Δηϊδάμεια, llatí: Deidameia) fou una reina de l'Epir, filla del rei Pirros II.
Després de la mort del seu pare i l'assassinat del seu oncle Ptolemeu, era la darrera representant de la casa reial dels eàcides. Va marxar a Ambràcia, però va ser assetjada per la Lliga de l'Epir i es va haver de rendir amb una capitulació honorable. Els epirotes decidits a posar fi a la casa reial, van decidir la seva execució una vegada a les seves mans. Didàmia es va refugiar al temple d'Àrtemis però va ser assassinada al santuari mateix de la mà de Miló. La data exacta no es coneix, però no era llunyana al 233 aC, als inicis del regnat de Demetri Poliorcetes, segons els historiadors Poliè i Justí.